# Haemaphysalis aponommoides
Haemaphysalis aponommoides este o specie de căpușe din genul Haemaphysalis, familia Ixodidae, descrisă de Warburton în anul 1913. Conform Catalogue of Life specia Haemaphysalis aponommoides nu are subspecii cunoscute.